# Конец полустанка
«Конец полустанка» — советская кинокомедия 1935 года режиссёра Василия Фёдорова.

## Сюжет
Фильм высмеивает обывателей, оторванных от большого живого дела, чьи интересы не распространяются дальше приусадебных огородов.
На маленьком полустанке, где жизнь течет скучно и однообразно, старший телеграфист Семён Семёнович обнаруживает в своём огороде исчезновение огурцов, при этом на грядках обнаруживает следы сапог с подковой. Огорченный, он собирается поделиться своим горем с начальником полустанка Петром Евграфовичем, но вдруг замечает, что сапоги начальника подбиты подковками. Упрекнуть начальство в краже огурцов и поставить вопрос открыто Семён Семёнович не может, но чтобы отпугнуть вора, он рассказывает начальнику, что его огород теперь будет сторожить злая собака. За неимением таковой Семену Семеновичу пришлось самому пролаять всю ночь. Однако, это не помогло — на утро огурцы снова исчезли. Терпению телеграфиста приходит конец и он предъявляет претензии своему начальнику, который, будучи оскорблённым, пишет жалобы по инстанциям, в чём от него не отстаёт Семён Семёнович. Неизвестно, чем бы всё это кончилось, но тут рядом с полустанком начинается большое строительство завода, на полустанок стали поступать ценные и срочные грузы для новостройки и двум враждующим сторонам стало не до жалоб. А к краже огурцов Петр Евграфович был не причастен — на огороде Семёна Семёновича проходили свидания Васи Гнедочкина и телеграфистки Наташи, во время которого влюбленные угощались огурцами.

## В ролях
- Иван Залесский — Семён Семёныч, телеграфист
- Александр Соловьёв — Пётр Евграфович Дулин, начальник полустанка
- Ольга Ленская — Настя, телеграфистка
- Борис Бельский — станционный сторож
- Владимир Белокуров — Вася Гнедочкин
- Михаил Болдуман — парторг химзавода
- Николай Мичурин — мастер завода
- Валерий Соловцов — рабочий-активист
- Юрий Лавров — инженер

## О фильме
Последний — один из всего двух фильмов театрального режиссёра Василия Фёдорова. 11 мая 1935 года «Вечерняя Москва» сообщила, что фильм вышел на экран, но фильм прошел незаметно, не было ни успеха, ни провала, после чего, по словам дочери, Василий Фёдоров решил расстаться с кино. Позднее историки кино характеризовали фильм как хорошую комедию:

К удачным попыткам создать комедию характеров нужно отнести и «Конец полустанка» (1935), поставленный театральным режиссером учеником Вс. Мейерхольда В. Федоровым по сценарию молодого одаренного писателя Л. Соловьева. Вторжение новой, победоносной и требовательной жизни в тихий мирок маленького полустанка было показано с тонким, порою слегка печальным юмором.— История советского кино: 1931-1941. - М.: Искусство, 1969 - Стр. 269

Ощущение неудержимого роста страны, сбывшихся надежд, социалистического будущего, которое становится настоящим, в «Конце полустанка» воплотилось в человеческих характерах, разработанных подробно и не без психологической глубины. Образы старых железнодорожников, созданные артистами И. Залесским и А. Соловьевым, сначала чем-то отдаленно напоминали гоголевских Ивана Ивановича и Ивана Никифоровича. Но литературные ассоциации постепенно уступали место чертам современности.— Ростислав Юренев - Советская кинокомедия /АН СССР. Институт истории искусств Министерства культуры СССР. — М.: Наука, 1964. — 540 с. - стр. 209

Фильм пренебрежительно упоминается в "Записных книжках" Ильи Ильфа:
За месяц в Кореизе я успел посмотреть больше картин, чем за три года в Москве. «Конец полустанка», «Хижина старого Лувена», «Джульбарс», «Подруги», «Партийный билет», «Веселые ребята», «Семеро смелых», «Счастливая юность». И все это не в обстановке премьер или просмотров, [а] в самых обыкновенных условиях, то есть при дрянной передвижке, плохо напечатанной копии и ужасающем звуке. Впечатление не важнец, как выражаются в Киеве. Лучше других «Семеро смелых» и куски из «Подруг».
Вчера хлебнул горя — смотрел картину «Конец полустанка».